# George Leonchuk
George Leonchuk (Георгій Ігорович Леончук: Potsdam, 24 de maio de 1974) é um velejador ucraniano, medalhista de prata olímpico e campeão mundial de 49er.

## Carreira
George Leonchuk representou seu país nos Jogos Olímpicos de 2000, 2004 e 2008, na qual conquistou a medalha de prata na classe 49er em 2004.